# Les Trapettistes
Les Trapettistes sont un groupe de la fin des années 1990. Ils mélangent musette, rock et chanson française.
En 2004, ils revisitent Pierre Perret.
Il se séparent en 2008.

## Discographie

### Albums
- 2007 Prends ta main dans ma gueule
- 2004 La télé en panne (Les Trapettistes chantent Pierre Perret)
- 2003 Faisez du vélo
- 2000 Méchants
- 1998 Nous Les Laids